# Constantijn VI van Armenië
Constantijn VI (Armeens: Կոստանդին, Gosdantin of Kostantine) (gestorven 1373) was koning van Armeens Cilicië van 1362 tot zijn dood. Hij was een zoon van Hethum van Neghir, een neef van Hethum II van Armenië. Constantijn kwam op de troon na de dood van zijn neef Constantijn V van Armenië, wiens weduwe, Maria, dochter van Oshin van Korikos, hij toen huwde.
Constantijn vormde een alliantie met Peter I van Cyprus, hij bood hem de haven en het kasteel van Korikos aan. Na Peters dood in 1369 zocht Constantijn naar een nieuwe bondgenoot en sloot vervolgens een verdrag met de sultan van Egypte. De baronnen waren niet blij met deze beleidslijn, omdat ze bang waren geannexeerd te worden door de sultan. In 1373 werd Constantijn vermoord. Hij werd opgevolgd door zijn verre neef Leo VI, die de laatste koning van Armenië zou worden.